# Kriegerdenkmal Stegelitz (Möckern)

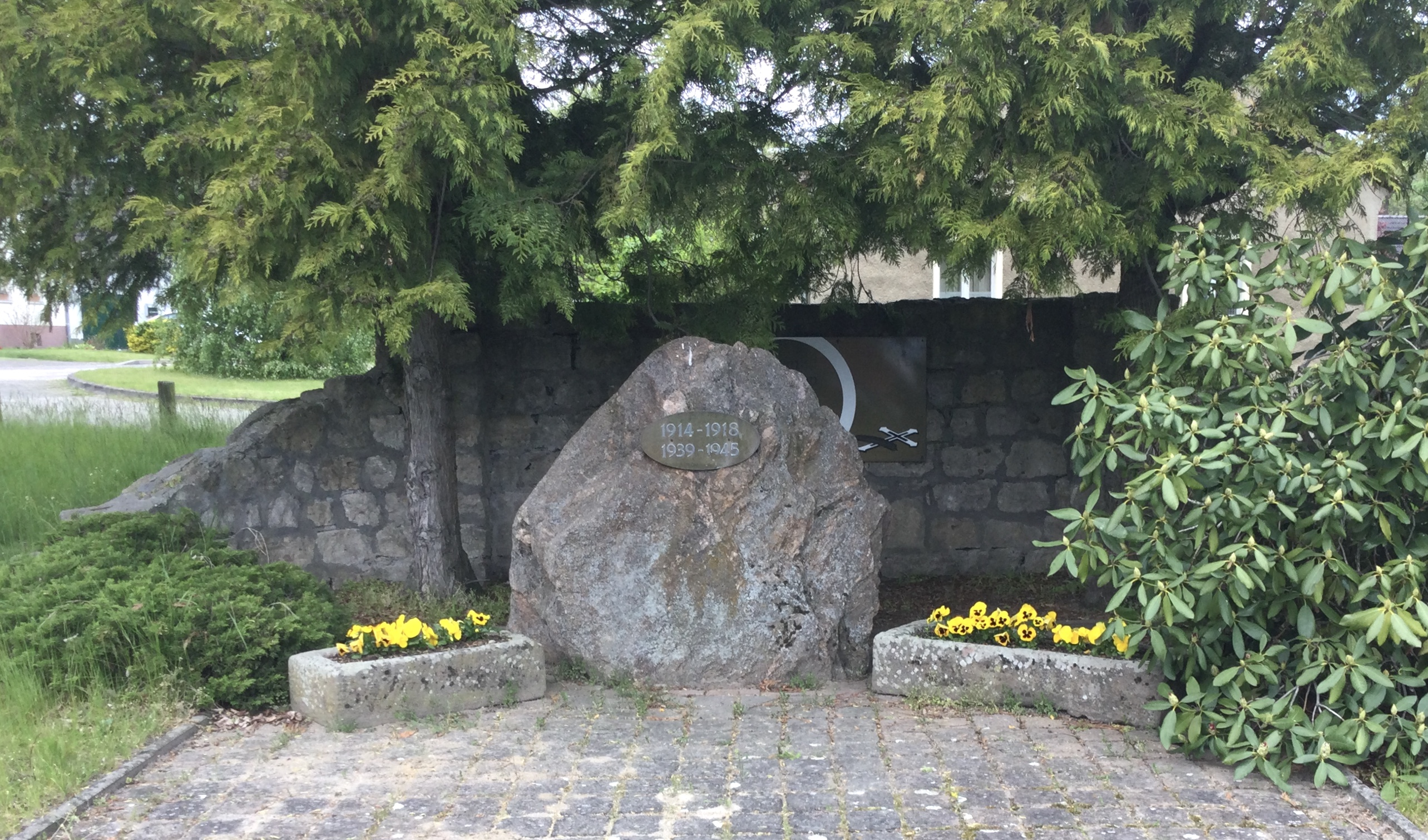
Kriegerdenkmal Stegelitz, 2021

Das Kriegerdenkmal Stegelitz ist ein denkmalgeschütztes Kriegerdenkmal in der Ortschaft Stegelitz (Möckern) der Stadt Möckern in Sachsen-Anhalt. Im örtlichen Denkmalverzeichnis ist das Kriegerdenkmal unter der Erfassungsnummer 094 71219 als Baudenkmal verzeichnet.

## Gestaltung
Bei dem Kriegerdenkmal handelt es sich um eine halbrunde Feldsteinmauer. An der Mauer ist eine Gedenktafel befestigt. Vor dieser Feldsteinmauer befindet sich ein Findling, an dem eine ovale Plakette mit den Jahreszahlen der beiden Kriege angebracht ist. Die Gedenktafeln mit den Namen der Gefallenen befinden sich in der Kirche in Stegelitz.

## Inschriften
Am Gedenkstein befindet sich die Inschrift:
1914–1918

1939–1945

Direkt hinter dem Stein und durch diesen weitgehend verdeckt lautet die von einem weißen Kreis gerahmte Inschrift an der Mauer:
Zum

Gedenken

der im

1.+2. Weltkrieg

Gefallenen.

## Quelle
- Gefallenendenkmal Stegelitz bei Möckern Online, abgerufen am 14. Juni 2017.